# Daveys Bay
Daveys Bay är en vik i Australien. Den ligger i delstaten Victoria, omkring 41 kilometer söder om delstatshuvudstaden Melbourne.
Trakten runt Daveys Bay består till största delen av jordbruksmark. Runt Daveys Bay är det ganska tätbefolkat, med 120 invånare per kvadratkilometer. Genomsnittlig årsnederbörd är 1 251 millimeter. Den regnigaste månaden är maj, med i genomsnitt 154 mm nederbörd, och den torraste är januari, med 51 mm nederbörd.